# Pingchao (köpinghuvudort i Kina, Jiangsu Sheng, lat 32,10, long 120,74)
Pingchao (kinesiska: 平潮, 平潮镇) är en köpinghuvudort i Kina. Den ligger i provinsen Jiangsu, i den östra delen av landet, omkring 180 kilometer öster om provinshuvudstaden Nanjing. Antalet invånare är 73 998. Befolkningen består av 39 254 kvinnor och 34 744 män. Barn under 15 år utgör 11,0 %, vuxna 15-64 år 72 %, och äldre över 65 år 16,0 %.
Runt Pingchao är det mycket tätbefolkat, med 3 022 invånare per kvadratkilometer. Närmaste större samhälle är Nantong, 14,9 km sydost om Pingchao. Trakten runt Pingchao består till största delen av jordbruksmark.
Genomsnittlig årsnederbörd är 1 284 millimeter. Den regnigaste månaden är juli, med i genomsnitt 239 mm nederbörd, och den torraste är januari, med 34 mm nederbörd.